# Dick Advocaat
Dirk Nicolaas "Dick" Advocaat, född den 27 september 1947 i Haag, är en nederländsk fotbollstränare och före detta spelare. Han är sedan 2024 förbundskapten för Curaçao.
Advocaat spelade under sin spelarkarriär bland annat för ADO Den Haag och Utrecht.